# Robert Stack

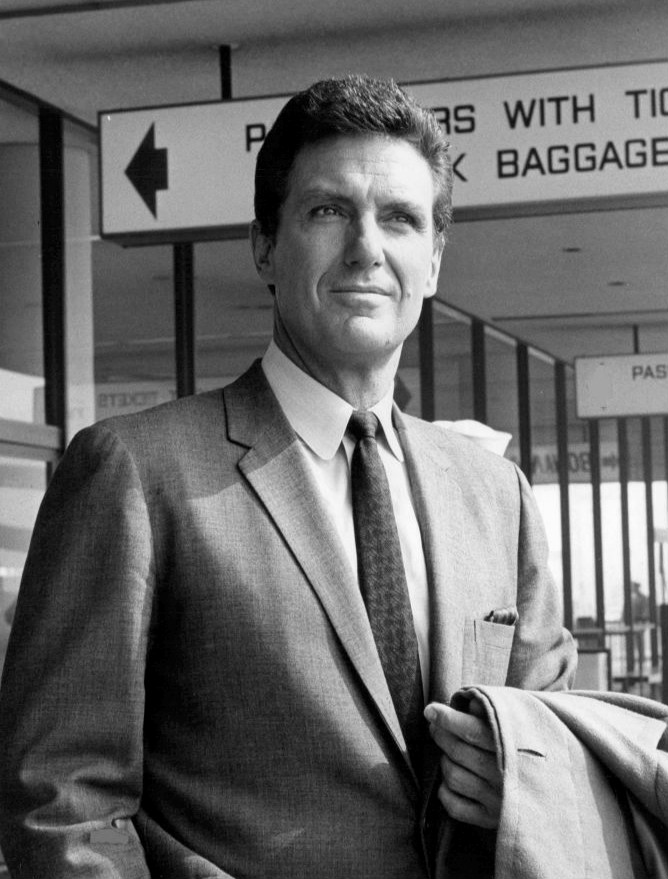
Robert Stack în 1970

Robert Stack (n. 13 ianuarie 1919 – d. 14 mai 2003) a fost un actor american de film.

## Filmografie selectivă
- 1934 Bright Eyes : Man on Plane (nemenționat)
- 1939 First Love : Ted Drake
- 1940 The Mortal Storm : Otto Von Rohn
- 1940 A Little Bit of Heaven : Bob Terry
- 1941 Nice Girl? : Don Webb
- 1941 Badlands of Dakota : Jim Holliday
- 1942 To Be or Not to Be : Lieutenant Stanislav Sobinski
- 1942 Eagle Squadron : Chuck S. Brewer
- 1942 Men of Texas : Barry Conovan
- 1948 Date with Judy : Stephen I. Andrews
- 1948 Fighter Squadron : Capt. Stuart L. Hamilton
- 1948 Miss Tatlock's Millions : Nickey Van Alen
- 1950 Mr. Music : Jefferson 'Jeff' Blake
- 1951 Bullfighter and the Lady : Johnny Regan
- 1951 My Outlaw Brother : Patrick O'Moore
- 1952 Bwana Devil : Bob Hayward
- 1953 War Paint : Lt. Billings
- 1953 Conquest of Cochise : Maj. Tom Burke
- 1953 Sabre Jet : col. Gil Manton
- 1954 The Iron Glove : Captain Charles Wogan
- 1954 The High and the Mighty : John Sullivan
- 1955 House of Bamboo : Eddie Kenner
- 1955 Good Morning, Miss Dove : dr. Tommy Baker
- 1956 Great Day in the Morning : Owen Pentecost
- 1956 Written on the Wind : Kyle Hadley
- 1957 The Tarnished Angels : Roger Shumann
- 1958 The Gift of Love : William 'Bill' Beck
- 1959 John Paul Jones : John Paul Jones
- 1960 The Last Voyage : Cliff Henderson
- 1963 The Caretakers : Dr. Donovan MacLeod
- 1966 Arde Parisul? (Paris brûle-t-il?), regia René Clément : Brig. General Wm L. Sibert
- 1967 Sail to Glory : naratorul
- 1967 The Peking Medallion : Cliff Wilder
- 1967 Soarele vagabonzilor (Le Soleil des voyous), regia Jean Delannoy : Jim Beckley
- 1970 Story of a Woman : David Frasier
- 1974 The Strange and Deadly Occurrence : Michael Rhodes
- 1975 Adventures of the Queen : Capt. James Morgan
- 1975 Murder on Flight 502 : Captain Larkin
- 1978 Second Wind : François Davis
- 1979 1941 (1941) : Maj. Gen. Joseph W. Stilwell
- 1980 Avionul buclucaș (Airplane!), regia Jim Abrahams, David Zucker și Jerry Zucker : Captain Rex Kramer
- 1983 Uncommon Valor : MacGregor
- 1984 George Washington : General Stark
- 1985 Hollywood Wives : George Lancaster
- 1986 Born American
- 1986 Big Trouble : Winslow
- 1986 The Transformers: The Movie : Ultra Magnus (voce)
- 1987 Plain Clothes : Mr. Gardner
- 1988 Caddyshack II : Chandler Young
- 1988 Dangerous Curves : Louis Faciano
- 1990 Joe Versus the Volcano : Dr. Ellison
- 1996 Beavis and Butt-Head Do America : ATF Agent Flemming (voce)
- 1998 BASEketball : El însuși
- 1999 Hercules: Zero to Hero : Narator (voce)
- 1999 Mumford : El însuși
- 2001 Recess: School's Out : Superintendent (voce)
- 2001 Killer Bud : The Gooch

## Televiziziune
1959–1963 Incoruptibilii (The Untouchables, 119 episoade) : Eliot Ness